# Medalla linneana del bicentenario
La medalla del bicentenario (Bicentenary Medal) es un galardón científico, otorgado por la Sociedad Linneana.  Este premio se otorga anualmente en reconocimiento del trabajo realizado por un biólogo menor de 40 años. Se entregó por primera vez en 1978 en el 200 aniversario de la muerte del genial Carlos Linneo.

## Lista de los laureados
- 1978 ‐ David Hawksworth
- 1979 ‐ Roger Blackman
- 1980 ‐ Christopher Humphries
- 1981 ‐ R.S.K. Barnes
- 1982 ‐ H.J.B. Birks
- 1983 ‐ John Krebs
- 1984 ‐ Peter Crane
- 1985 ‐ Nicholas Barton
- 1986 ‐ David Minter
- 1987 ‐ A.J. Jeffreys
- 1988 ‐ Richard Gornall
- 1989 ‐ Paul Brakefield
- 1990 ‐ Charlie Jarvis
- 1991 ‐ David Rollinson
- 1992 ‐ Stephen Blackmore
- 1993 ‐ A.B. Smith
- 1994 ‐ Richard Bateman
- 1995 ‐ M.H. Kurmann
- 1996 ‐ P.H. Williams
- 1997 ‐ D.G. Reid
- 1998 ‐ Roderic D. M. Page
- 1999 ‐ Paul Kenrick
- 2000 ‐ Mike Fay
- 2001 ‐ Mark Wilkinson
- 2002 ‐ Per Ahlberg
- 2003 ‐ R.T. Pennington
- 2004 ‐ John Stothard
- 2005 ‐ Peter Hollingsworth
- 2006 ‐ Vincent Savolainen
- 2007 ‐ Max Telford
- 2008 ‐ William Baker
- 2009 -  Michael S. Engel
- 2010 - Beverley Glover
- 2011 - Paul Barrett
- 2012 - Timothy Barraclough
- 2013 - No award
- 2014 - Bonnie Webster
- 2015 - Vince Smith
- 2016 - Anjali Goswami
- 2017 - Claire Spottiswoode[1]
- 2018 - Edwige Moyroud[2]
- 2019 - Steve Portugal
- 2020 - Kayla King
- 2021 - Scott Taylor[3]